# Veritas Tankers
Rederi AB Veritas tankers är ett svenskt familjeägt rederi grundat 1983 på Donsö i Göteborgs södra skärgård. 
Rederiet äger för närvarande (2019) fyra tankfartyg, M/T Astoria, M/T Astina, M/T Astral och M/T Astrea. Astrea, Astina och Astral är (2018) verksamma på spotmarknaden mellan hamnar kring Östersjön och norra Europa. Astoria går sedan år 2000 på timecharter för finska Neste. Samtliga fartyg seglar under svensk flagg. 